# Hendes Helt
Hendes Helt er en dansk stumfilm fra 1919, der er instrueret af Holger-Madsen efter manuskript af Rigmor Holger-Madsen og Christian Engelstoft.

## Handling
Om kærlighed og intriger blandt unge kunstnere.

## Medvirkende
- Gunnar Tolnæs - Knud Rosen
- Harry Komdrup - Leo Borre, Knuds ven og kollega
- Erik Holberg - Godsejer Vang, Knuds onkel
- Frederik Jacobsen - Doktor Holst
- Marie Dinesen - Holsts hustru
- Lilly Jacobsson - Inga, Holsts datter
- Gudrun Nielsson - Else, Holsts datter
- Zanny Petersen - Tove Gram, Ingas veninde
- Agnes Seemann
- Betzy Kofoed